# David James
David Benjamin James, född 1 augusti 1970 i Welwyn Garden City, är en engelsk före detta professionell fotbollsmålvakt. 
Under karriären representerade han bland andra Watford, Liverpool, Aston Villa, West Ham, Manchester City, Portsmouth, Bristol City och Bournemouth.
Han debuterade i Englands landslag 1997 och spelade totalt 53 landskamper fram till 2010. Han medverkade i tre VM-turneringar (VM 2002, VM 2006 och VM 2010).
Han vann en League Cup-medalj med Liverpool 1996 och en FA-cupmedalj med Portsmouth 2008.
Han spelade under 2013 för isländska IBV Vestmannaöarna tillsammans med den före detta Portsmouthspelaren Hermann Hreiðarsson. 2014 avslutade James karriären efter spel i indiska Kerala Blasters.